# Patrick Trueman
Patrick Neville Loftus Alfonso Trueman, es un personaje ficticio de la serie de televisión británica EastEnders, interpretado por el actor Rudolph Walker desde el 13 de septiembre de 2001, hasta ahora.

## Antecedentes
Patrick nació en Trinidad y llegó al Reino Unido en la década de 1950 para buscar trabajo. Poco después Patrick se volvió víctima del racismo y durante los disturbios de 1958 en Notting Hill fue arrestado por asalto mientras que su prometida Ruth fye asesinada en un incendio provocado por Tommy Clifford quien era un Teddy Boy. Más tarde Patrick se unió a la banda "The Five Hectors" y comenzó a tocar con ellos sin embargo la banda se separó más tarde.
Poco después se casó con la religiosa Audrey en un casamiento a la fuerza en 1969 después de que Audrey le dijera a Patrick que estaba emabrazada de él, ese mismo año la pareja le dio la bienvenida a su primer hijo Paul y poco después en 1970 tuvieron su segundo hijo, Anthony; sin embargo poco después Patrick abandonó a Audrey.

## Biografía
Patrick llega a Walford en el 2001 para asistir al funeral de Audrey y ahí se reúne con sus dos hijos Paul y Anthony después de no verlos por años, sin embargo ambos logran perdonar a su padre y comienzan a formar una relación. Poco después Paul toma una muestra de ADN de Patrick y realiza una prueba la cual revela que aunque Anthony si es su hijo biológico Paul no lo es, esto deja destrozados tanto a Paul como a Patrick quien descubre que Audrey lo había engañado con su mejor amigo Milton Hibbert.
Poco después Patrick se hace muy buen amigo de Jim Branning quien lo ayuda a enamorar a Yolande Duke con cartas de amor luego de reencontrarse con ella, Patrick le revela a Jim que él y Yolande tuvieron un breve romance de verano cuando vivía en Trinidad, como resultado Yolande se muda a Walford y abandona asu esposo Victor quien aunque intenta asustar a Patrick para alejarlo de su esposa no lo logra. Patrick y Yolande se casan en el 2004 y cuidan brevemente de una joven llamada Katie sin embargo les resulta difícil cuidarla y Katie regresa con su madre.
Paul comienza a traficar drogas con Andy Hunter lo cual lleva a que Paul sea asesinado luego de que Andy lo traicionara, cuando Patrick se entera de lo sucedido queda destrozado y jura vengarse de Andy. Patrick ve a Denise Fox como a una hija.